# Bematistes montana
Bematistes montana är en fjärilsart som beskrevs av Butler 1888. Bematistes montana ingår i släktet Bematistes och familjen praktfjärilar. Inga underarter finns listade i Catalogue of Life.